# Исэ (линейный корабль)
«Исэ» (яп. 伊勢, в некоторых русскоязычных источниках «Исе») — линкор Японского Императорского флота, головной линкор типа «Исэ». Спущен на воду в 1916 году, введён в строй в 1917 году. Назван в честь исторической провинции в южной части острова Хонсю (префектура Миядзаки).

## История создания
«Исэ» строился по программе 1912 года. После выполнения программы «8 — 8» линкоры «Исе» и однотипный «Хюга», как и их предшественников, предполагалось вывести из состава флота, но решения Вашингтонской конференции (1922) изменили эти планы. Линкор остался в строю. С 1930 года он проходил многочисленные модернизации.
В 1943 году «Исэ» прошёл модернизацию, превратившую корабль в линкор-авианосец. Появление столь необычного проекта объясняется тяжелыми потерями в авианосцах, понесенным Японией в битве за Мидуэй.

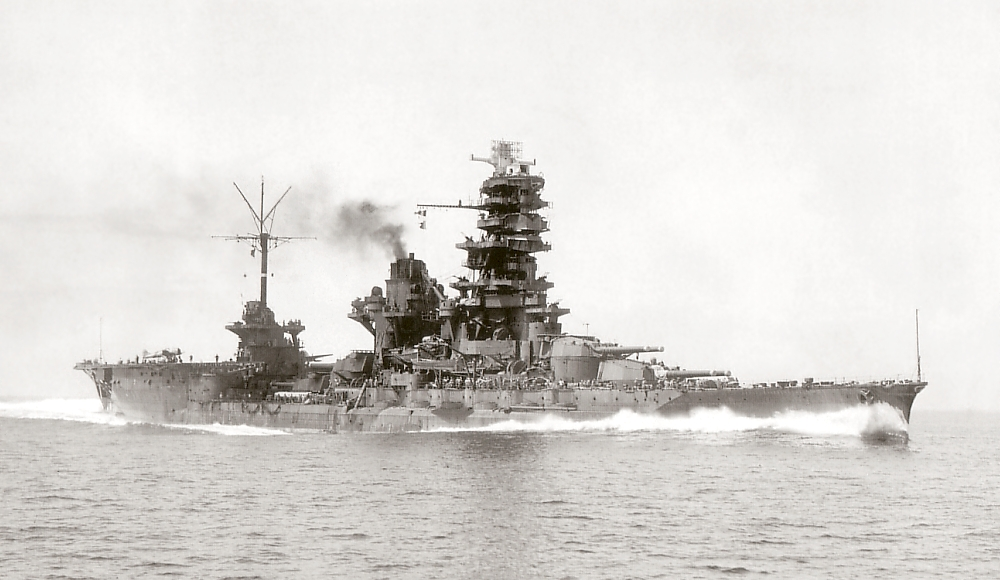
Линкор-авианосец «Исэ» после модернизации

В соответствии с проектом в кормовой части корпус удлинили на 7,6 м и уширили. На месте бывших кормовых башен главного калибра № 5 и № 6 соорудили ангар длиной 60 м, в котором помещалось до 10 самолётов, для подъёма которых служил один подъёмник. Ещё 10-12 самолётов стояли прямо на палубе. Малая длина палубы не позволяла самолётам свободно взлетать и садиться на неё. Поэтому запуск производился с помощью двух катапульт. Садиться же самолётам приходилось на обычные авианосцы или на береговые аэродромы.
На роль палубного самолёта предназначался пикирующий бомбардировщик D4Y3 «Суйсей» («Джуди»), но из-за их нехватки корабль должен был быть укомплектован гидросамолётами-бомбардировщиками Е16A «Цуюн» («Пол»). Достоверно неизвестно, попали ли эти самолёты на корабль.

## Служба в довоенный период
В апреле 1922 года «Исэ» обеспечивал визит принца Уэльского (будущего короля Эдуарда VIII), прибывшего в Японию на линейном крейсере «Ринаун». 15 июня линкор «Исэ участвовал в церемонии похорон адмирал Того Хэйхатиро.

## Служба в годы Второй мировой войны
«Исэ» с началом войны был в составе Объединённого флота, но к боевым действиям не привлекался. 14 июня 1942 года «Исэ» участвовал в операции MI в составе сил прикрытия Алеутской группы. В июле 1942 года принято решение о переоборудовании линкора «Исэ» и однотипного «Хюга» в линкоры-авианосцы для компенсации потерянных у Мидуэя авианосных сил. В октябре-ноябре переоборудование было завершено. 13—20 октября 1943 года «Исэ» доставил на Трук пехотные подразделения, после чего обеспечивал охрану базы. 5 октября 1944 года «Исэ» включён в состав Мобильного соединения Объединённого флота. 24 октября «Исэ», «Хюга» и 4 эсминца были выделены в авангард Северного соединения для защиты авианосцев 3-й дивизии (последние реальные авианосные силы флота). 25 октября участвовал в сражении у мыса Энганьо. Весь день 25 октября линкор и другие корабли подвергались ударам американской авиации. В течение боя «Исэ» держал скорость 22 уз. В 17:30 атакован 80 пикирующими бомбардировщиками; получил 1 попадание в катапульту левого борта (около 50 погибших) и 30 близких разрывов, которые привели к поступлению воды через пробоины и разошедшиеся листы обшивки в котельных отделениях левого борта. До сентября 1945 года «Исэ» находился в Куре с минимальными запасами топлива. С 1 марта - корабль резерва 1-го разряда. 19 марта в ходе налёта авиации на Куре получил попадания 2 авиабомб (одно в авиационную палубу) и несколько близких разрывов. 20 апреля переведён в резерв 4-го разряда. 24 июля, во время налёта на Куре «Исэ» получил 5 прямых попаданий 454-кг бомбами с истребителей-бомбардировщиков «Хэллкэт» с авианосца «Белло Вуд» в район ангара, центральной группы башен главного калибра и надстройку, погибло 50 человек. Корабль получил крен на левый борт. К 27 июлю воду откачали, «Исэ» готовился к постановке в док. 28 июля «Исэ» был атакован истребителями-бомбардировщиками «Корсар» с авианосца «Хэнкок», получил 5 прямых попаданий 454-кг бомб, а затем до конца дня ещё 13 попаданий и множество близких разрывов, вызвавших сильное повреждения корпуса и надстроек. К концу дня оставлен командой и затонул на мелководье.

## Дальнейшая судьба
20 ноября 1945 года линейный корабль «Исэ» исключён из списков флота. В 1946-1947 гг. поднят и разобран на металл в Куре